# Ceratias holboelli
Ceratias holboelli es una especie de actinopterigio lofiforme de la familia Ceratiidae.

## Distribución
La distribución de Ceratias holboelli es circunglobal, habitando en aguas tropicales y templadas de todo el mundo, entre los 67°N y los 45°S. Se han encontrado en las zonas mesopelágicas y batipelágicas de los océanos Atlántico, Pacífico e Índico; sin embargo parece no estar presente en el océano Antártico. El rango de profundidad está entre 150 y 3400 m; sin embargo, su capturada suele ocurrir entre 400 y 2000 m.

## Características
Presenta un marcado dimorfismo sexual, Ya que las hembras poseen una longitud promedio que ronda los 77 cm (hay registros de que pueden llegar a alcanzar los 120 cm). Los machos alcanzan los 16 cm.
Ante la enorme diferencia de tamaño, los machos se ven relegados a convertirse en parásitos de las hembras, viéndose obligados a adherirse a su cuerpo para sobrevivir. Una vez que el macho se adhiere a la hembra, este pasa a depender completamente de ella llegando al punto de existir continuidad entre sus vasos sanguíneos y el macho pierde algunos órganos como los ojos; sin embargo conserva otros —los cuales son completamente funcionales— como las branquias, el corazón y los riñones.
Cuando este parasitismo no ocurre, los machos alcanzan un menor tamaño midiendo unos 1.3 cm. Además no llegan a desarrollar sus gónadas y su esperanza de vida se reduce a unos pocos meses. Por otro lado, la hembras que no poseen ningún macho adheridos a ellas tampoco llegan a desarrollar sus gónadas.
La reproducción se da por ovoviviparidad y sus larvas son planctonicas. Los huevos, presumiblemente, son contenidos en bolsas gelatinosas flotantes.
Al igual que otros lofiformes posee un apéndice en la parte superior de la cabeza, el cual es único y puede ser simple o ramificado. Este apéndice, llamado ilicium, es usado para cazar al generar bioluminiscencia que atrae a sus presas.